# Marc Pfertzel
Marc Pfertzel (Mulhouse, 21 maggio 1981) è un ex calciatore francese, di ruolo centrocampista.

## Biografia
Suo padre Jean-Paul Pfertzel era anch'egli un calciatore.

## Carriera
Cresciuto nel Mulhouse. Ha giocato nel Troyes e nel Sete. Nel 2003 arriva in Italia al Livorno dove al primo anno contribuisce alla promozione dalla Serie B alla Serie A. Milita nella massima serie italiana fino al 2007, con gli amaranto disputa anche alcune partite di Coppa UEFA.
In seguito va in Germania dove milita nel Bochum per tre stagioni.
Dopo una breve esperienza ai greci del Kavala, nel 2011 torna in Germania all'Union Berlino.